# Мосоп, Мозес
Мозес Черуйот Мосоп — кенийский легкоатлет, бегун на длинные дистанции. Действующий рекордсмен мира на дистанциях 25 000 и 30 000 метров на стадионе. Бронзовый призёр чемпионата мира 2005 года в беге на 10 000 метров.

## Достижения
На Олимпийских играх 2004 года занял 7-е место в беге на 10 000 метров.
Двукратный призёр чемпионата мира по кроссу 2007 года, 2-е место в личном первенстве и 1-е место в командном зачёте. Двукратный чемпион мира по кроссу в 2009 году. В 2011 году занял 2-е место на Бостонском марафоне и стал победителем Чикагского марафона с результатом 2:05.37.
3 января 2015 года выиграл Сямыньский марафон — 2:06.19.

## Личная жизнь
Женат на Флоренс Киплагат.